# Hans von Kantzow
Hans Gustav Albert von Kantzow, född 9 juni 1887 på Alkvetterns herrgård i Bjurtjärns socken, död 12 april 1979 i Ramnäs, var en svensk bergsingenjör och industriman, känd för att ha uppfunnit stållegeringen Kanthal, som exploaterades inom företaget AB Kanthal. 
Han tog studentexamen i Uppsala 1906, var brukselev vid Strömsnäs Järnverks AB i Degerfors 1906–1907, tog bergsingenjörsexamen från KTH 1911, genomförde praktik i England och Tyskland 1912–1913, arbetade som ingenjör vid Eisenwerk Witkowitz i Mähren 1913–1914, var driftingenjör och blev 1:e ingenjör vid Strömsnäs järnverks masugnar och martinverk 1918, och disponent och verkställande direktör vid Bultfabriks AB i Hallstahammar 1918–1957. Han var VD för AB Kanthal från företagets start 1931 till 1956.
Uppfinningen av Kanthal hade sin bakgrund i en observation från 1916, att provstavar som han glömt kvar i en stålugn vid järnverket i Degerfors oväntat hade klarat den höga temperaturen i ugnen. Ett antal år senare undersökte han detta närmare, vilket ledde till en patentansökan 1926, och att AB Kanthal startades 1931.
von Kantzow ligger begravd vid Svedvi kyrka.